# Triangolo scaleno

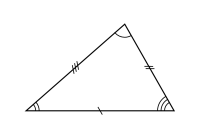
Triangolo scaleno

Si definisce triangolo scaleno un triangolo i cui tre lati non sono congruenti o, equivalentemente, un triangolo i cui tre angoli sono diversi. 
In effetti la prima definizione equivale a definire i triangoli scaleni come triangoli non isosceli; ma questi, per il teorema noto come pons asinorum, oltre a definirsi come i triangoli con almeno due lati congruenti, possono definirsi come i triangoli con almeno due angoli congruenti; quindi i triangoli scaleni sono esattamente i triangoli con i tre angoli diversi.

## Classificazione dei triangoli scaleni e classi di similitudine dei triangoli
Come per i triangoli isosceli, ogni trasformazione di similitudine trasforma un triangolo scaleno in un altro triangolo scaleno; di conseguenza anche i triangoli isosceli si possono opportunamente ripartire in classi di similitudine.
I triangoli isosceli sono invarianti solo per le similitudini e il gruppo di simmetria di una classe di similitudine di triangoli scaleni si riduce alla sola trasformazione identità.
Vediamo ora come si possono classificare le classi di similitudine dei triangoli scaleni. Ciascuna classe si può rappresentare con un triangolo scaleno il cui lato maggiore ha lunghezza 1 e possiamo ricondurre il suddetto problema di classificazione al problema della parametrizzazione di questi triangoli rappresentativi. A questo fine consideriamo il triangolo curvilineo che ha come vertici A e B estremi del segmento AB di lunghezza 1 (che tracciamo orizzontalmente) e V, terzo vertice del triangolo equilatero avente come lato AB posto al di sopra dello stesso AB; T è delimitato da AB, dall'arco AV della circonferenza con centro in B e raggio 1 e dall'arco VB della circonferenza con centro in A e raggio 1. Inoltre chiamiamo M il punto medio di AB, S la semicirconferenza di centro in M e raggio 1/2 posta al di sopra di AB ed O il punto di intersezione della mediana VM con la S.
Si osserva che muovendo C all'interno e sulla frontiera di T si individuano tutte le classi di similitudine dei triangoli. 
- Se C=V si ha il triangolo equilatero di lato 1.
- Per C=O si ha il triangolo isoscele rettangolo con l'ipotenusa di lunghezza 1 e i cateti di lunghezza {\displaystyle 1/{\sqrt {2}}}.
- Se C si trova tra M ed O si hanno i triangoli isosceli ottusangoli.
- I triangoli isosceli acutangoli con base più lunga dei lati uguali si ottengono con C all'interno di OV; i triangoli isosceli acutangoli con base più corta dei lati uguali si ottengono con C all'interno dell'arco AV; facendo variare C sull'arco BV si ottengono gli stessi triangoli in quanto due triangoli ABC1 e ABC2 con C1 nell'arco AV e con C2 nell'arco BV ottenuto dal precedente per riflessione rispetto alla mediana forniscono triangoli trasformabili l'uno nell'altro con una rotazione.
- Ogni punto C interno di AM determina un triangolo degenere ottenibile facendo tendere un vertice C verso un punto del lato opposto AB; ogni punto di MB individua una entità equivalente a quella determinata dal punto simmetrico rispetto ad M.
- I triangoli rettangoli sono individuati da C che varia sulla semicirconferenza S; due triangoli ABC1 e ABC2, dove ancora C1 e C2 denotano due punti simmetrici rispetto alla MV individuano due triangoli rettangoli trasformabili l'uno nell'altro solo ricorrendo a una riflessione.
- Ogni punto C dell'insieme D dei punti interni al triangolo T non appartenenti ad MV individua biunivocamente un triangolo scaleno rappresentativo di una classe di similitudine; infatti i triangoli corrispondenti a C in D hanno lati diversi con AC e BC più corti di AB.
- Consideriamo due punti C1 e C2 simmetrici rispetto alla mediana MV, il primo appartenente alla metà sinistra di D, il secondo alla destra; essi determinano due triangoli scaleni trasformabili l'uno nell'altro solo ricorrendo ad una riflessione, in particolare con la riflessione rispetto alla MV; si osserva che il secondo di questi ABC2 si può anche ottenere dal primo ABC1 sottoponendolo alla riflessione rispetto alla retta contenente AB e successivamente alla rotazione di π intorno ad M.
- Quando C si trova (non appartenendo alla MV) al di sotto della semicirconferenza S si hanno i triangoli scaleni ottusangoli, quando si trova sulla S (diverso da O) i triangoli scaleni rettangoli e quando si trova al di sopra della S i triangoli scaleni acutangoli.